# 浄法寺駅

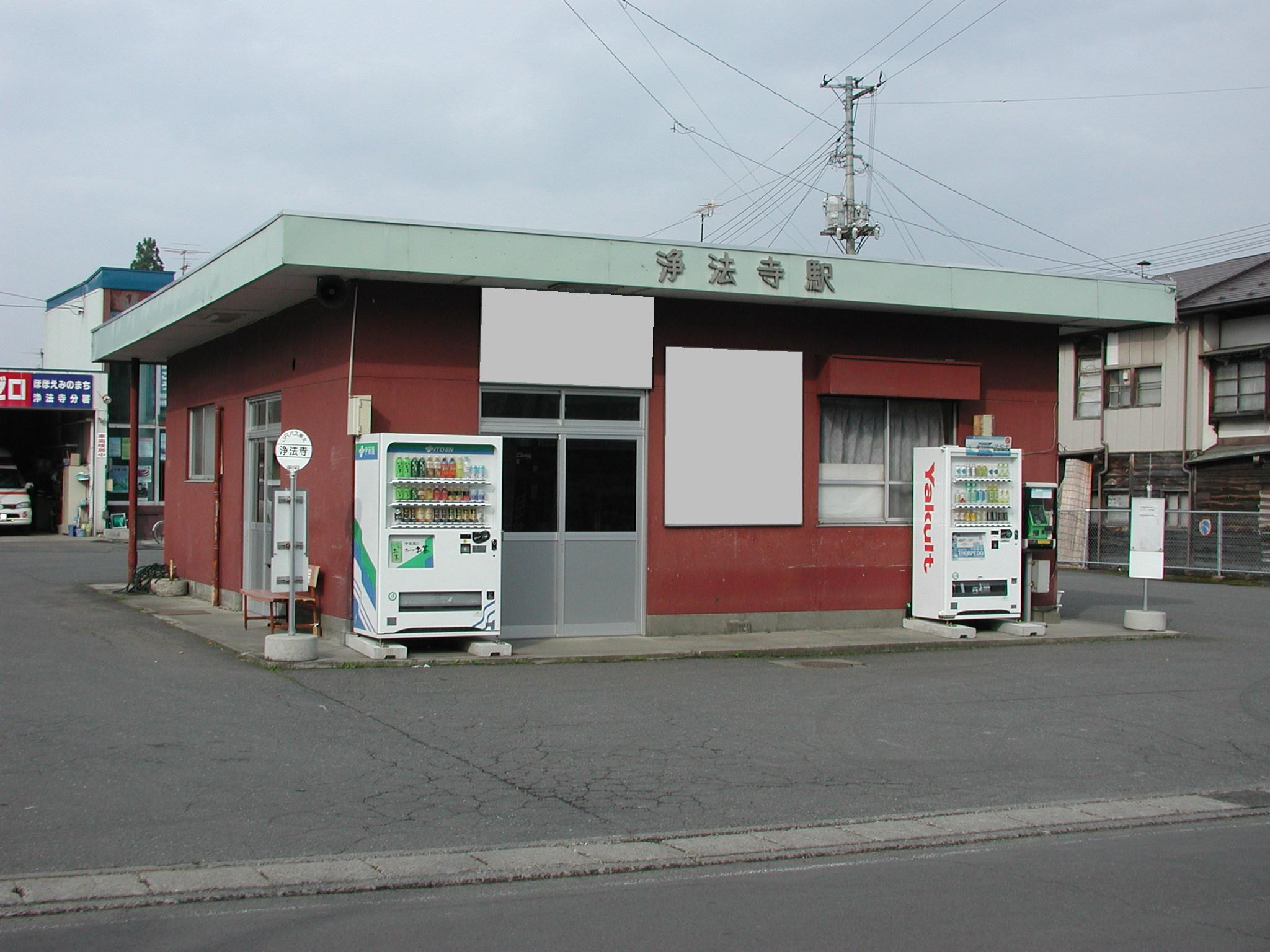
浄法寺駅（2008年6月撮影）、現在は解体

浄法寺駅（じょうぼうじえき）は、岩手県二戸市浄法寺町にあったJRバス東北二戸線の自動車駅（バス駅）である。所在地は、岩手県二戸市浄法寺町下前田42号。現在は解体され、2020年12月からは跡地に二戸警察署浄法寺駐在所が所在している。

## 駅構造
駅舎の建物は平屋建てであり、建物内に待合室とトイレが併設されていた。かつて駅舎内にあった窓口・売店は2009年3月20日をもって共に営業を終了したが、その後も待合室とトイレは現在もバス利用客に一般開放され、常時使用可能であった。
乗務員宿泊所も設けられ、当駅での滞泊行路も設定されていたが、バス停留所移転と同時に駅舎の使用が中止され、同時期に滞泊行路もなくなった（二戸営業所からの送り込み回送）。

## 停車路線

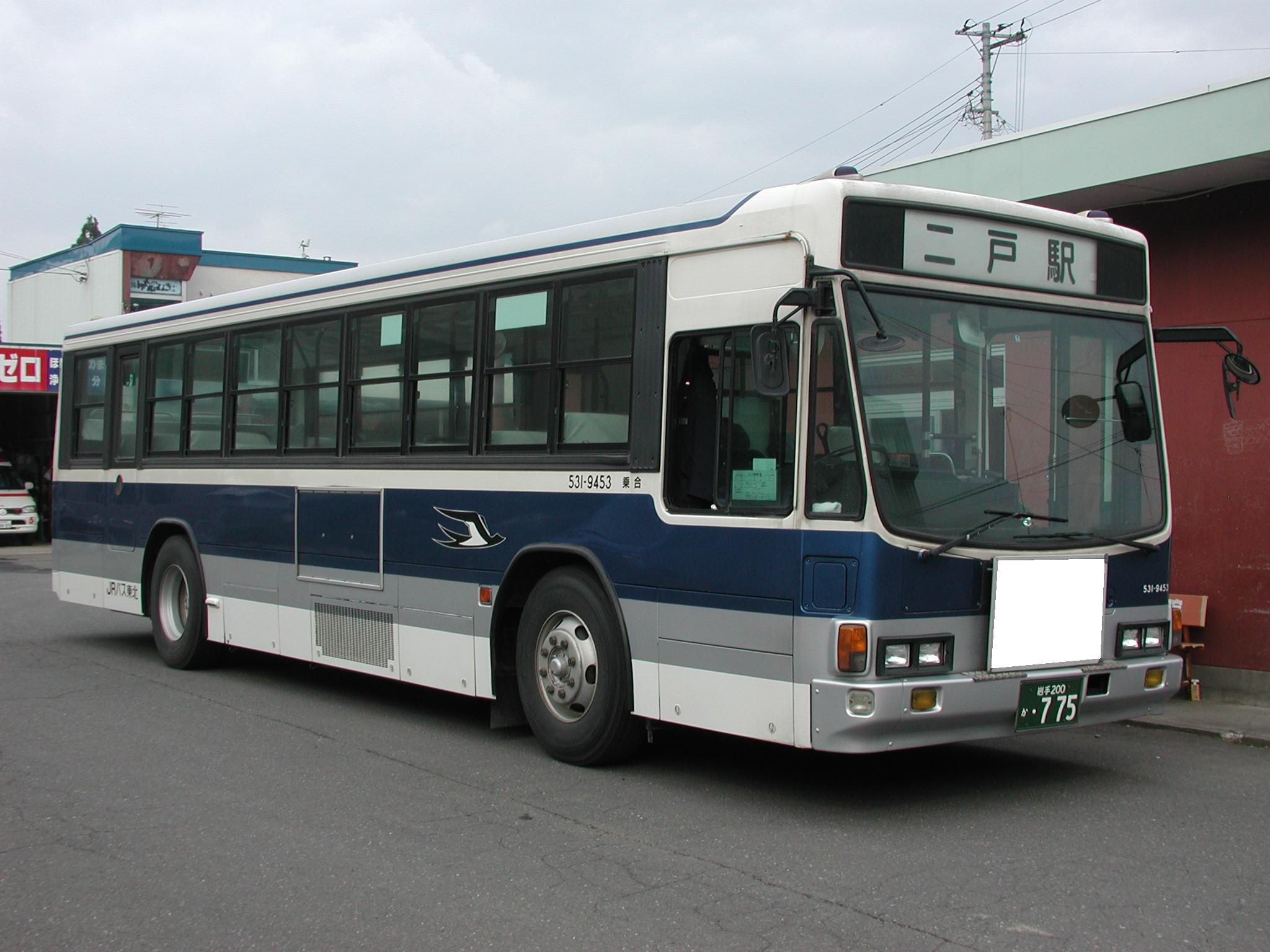
発車を待つ、二戸駅行バス（2008年6月撮影）

2016年10月1日より、バス停留所が駅構内から浄法寺総合支所構内へ移転したため、駅構内にてバスを乗降することはできない。
- JRバス東北
  - 二戸線（二戸駅 - 浄法寺）
- 二戸市・八幡平市代替バス（JRバス廃止代替路線）
  - 浄法寺 - 荒屋新町駅

※かつては岩手県北バスの一戸駅 - 出ル町 - 浄法寺の路線バスも乗り入れていたが、1980年代前半に出ル町 - 浄法寺間が廃止され、現在は岩手県北バスの乗り入れは行われていない。

## のりば
以下は浄法寺駅が所在した当時のもの。
1番のりば
- 荒屋新町駅方面

2番のりば
- 二戸駅・仁左平方面

3番のりば
- 使用されていない。

※八盛号（八戸 - 盛岡）、久慈こはく号（久慈 - 盛岡）は浄法寺駅ではなく浄法寺インターバスストップに停車する。

## 沿革
- 193X年 - 福岡タクシーが福岡～浄法寺間のバス路線を開業し、バス停留所を設置。
- 1939年11月25日 - 省営バスによる路線買収により、同事業者のバス停留所となる。
- 19xx年 - 国鉄バス北福岡営業所の駅として開業。
- 2009年3月20日 - この日の営業を最後に窓口・売店を閉鎖。当駅での乗車券・回数券・定期券の販売業務廃止。
- 2016年10月1日 - この日よりバス停留所が浄法寺総合支所構内へ移転。
- 2018年9月 - 浄法寺駅舎解体。

## 駅周辺
- 岩手銀行浄法寺支店
- 浄法寺郵便局
- 新岩手農業協同組合浄法寺支所
- 二戸市役所浄法寺総合支所（旧：浄法寺町役場）
- 盛岡信用金庫浄法寺支店
- 岩手県道6号二戸五日市線
- 天台寺